# Capilla de los Genoveses
La capilla de los Genoveses se encuentra en la Iglesia de Santa Cruz, en Cádiz. Fue construida por la colonia genovesa residente, como lugar de culto y de actividades sociales. 
Se encuentra del lado izquierdo del transepto de la Iglesia. Es obra de los escultores Tomaso y Giovanni Orsolino, y fue terminada en 1671. 
Realizada en mármol, se ordena mediante pilastras de orden compuesto y columnas salomónicas pareadas. En su calle central acoge una figura de la Virgen del Rosario de los Milagros, de alabastro policromado y formas manieristas. Sobre ella, un Cristo crucificado acompañado de la Virgen María y San Juan. En el ático se ubica la figura de Dios.
- Datos: Q6403232